# Ctenoplusia caledonica
Ctenoplusia caledonica är en fjärilsart som beskrevs av Holloway 1979. Ctenoplusia caledonica ingår i släktet Ctenoplusia och familjen nattflyn. Inga underarter finns listade i Catalogue of Life.